# Boca Chica
Boca Chica – miasto w Dominikanie, w prowincji Santo Domingo.
W 2010 roku liczba mieszkańców wyniosła 78 882.
Położone jest wzdłuż Bahía de Andrés nad Zatoka Andrés Morza Karaibskiego, około 30 km na wschód od Santo Domingo. Miasto znane z licznych obiektów turystyczno-rozrywkowych oraz prostytucji.
Boca Chica założył w roku 1779. W roku 1916 Juan Bautista Vicini Burgos założył plantacje cukru. W latach 50. XX wieku bogaci mieszkańcy stolicy budowali swoje rezydencje w małej wówczas osadzie rybackiej. W 1950 roku dyktator Rafael Leonidas Trujillo nakazał budowę nowoczesnego Hotelu Hamaca. W nim Trujillo przyznał azyl dla kubańskiego dyktatora Fulgencio Batisty. Hotel został zamknięty po zabójstwie Trujillo w maju 1961 roku i pozostawał opuszczony przez ponad dwadzieścia lat. Został ponownie otwarty na początku lat 90. XX wieku.
W latach 60. XX wieku powstało nadmorskie kąpielisko. W Boca Chica znajdują się dwie główne plaże: Boca Chica oraz Carbie. 8 km na zachód od miasta znajduje się Morski Park Narodowy La Caleta (Parque Nacional Submarino La Caleta), miejsce wykorzystywane do nurkowania w rafach koralowych. Boca Chica ma dwie małe wyspy Los Pinos oraz La Matica i La Piedra.
10 km na zachód od miasta znajduje się Aeropuerto Internacional Las Américas. Ze stolicą oraz z San Pedro de Macorís połączone jest autostradą nr 3.
W mieście znajdują się kościoły rzymskokatolickie oraz obiekty religijne innych wspólnot: mormonów, Świadków Jehowy, adwentystów i zielonoświątkowców.